# Podosfairikos Syllogos Ī Kalamata
Il Podosfairikos Syllogos Ī Kalamata (in greco: Ποδοσφαιρικός Σύλλογος Η Καλαμάτα) è una società calcistica greca di Calamata. Milita nella Souper Ligka Ellada 2, la seconda divisione del campionato greco di calcio.

## Storia
Il Kalamata FC si è formato nel 1967 quando le squadre locali dell'Apollon Kalamata FC e del Kalamata Sports Club furono costrette a fondersi dalla giunta greca. La Fenice, che era l'emblema della dittatura, fu scelta come stemma della squadra e fu rimossa dopo la restaurazione greca della democrazia nel 1974.
La squadra ha gareggiato nella prima divisione greca sette volte, nel 1972–73, 1974–75, dal 1995–96 al 1997–98 e dal 1999–2000 al 2000–01. 
Il Kalamata FC ha ottenuto le sue prime due promozioni in prima divisione, nel 1972 e nel 1974, sotto la guida del presidente Lykourgos Gaitanaros. Le sue prime due promozioni all'inizio degli anni '70 sono considerate la prima epoca d'oro della squadra. Tuttavia , la squadra non è riuscita a restare nella massima serie e non avrebbe avuto una rinascita fino agli anni '90.
L'uomo d'affari Stavros Papadopoulos ha acquistato la squadra nel 1992, mentre il club era bloccato nella Gamma Ethniki, la terza divisione. Al suo arrivo, Papadopoulos iniziò a versare una notevole quantità di denaro nel club e nel 1995 la squadra aveva ottenuto la promozione in prima divisione. La squadra è tornata in seconda divisione per una stagione nel 1997, ma ha nuovamente ottenuto la promozione in prima divisione l'anno successivo ed è rimasta nella massima serie fino a quando Papadopoulos ha venduto la squadra nel 2000. Dopo la partenza di Papadopoulos, Kalamata è scesa in seconda divisione e da allora è rimasto nelle divisioni inferiori.
L'era Papadopoulos del Kalamata FC ha visto la firma di molti giocatori internazionali dal Ghana, come Samuel Johnson, Afo Dodoo, Ebenezer Hagan, Peter Ofori-Quaye e Derek Boateng . Johnson si è poi trasferito da Kalamata all'Anderlecht e successivamente ha giocato per il Fenerbahçe, Hagan si è trasferito all'Iraklis e poi al PAOK, Ofori-Quaye è stato venduto per un record di club di 3,5 milioni di dollari all'Olympiacos e Derek Boateng è partito per il Panathinaikos. Il Kalamata FC ha il merito di aver avviato la tendenza tra i club greci di ingaggiare talenti africani dalla fine degli anni '90. L'era Papadopoulos ha visto anche la scoperta di una ricchezza di giovani talenti greci, tra cui il giocatore della nazionale greca Nikos Liberopoulos, che si è fatto un nome a Kalamata prima di trasferirsi al Panathinaikos, e da lì all'AEK e all'Eintracht Frankfurt .
Dopo essere stati retrocessi in seconda divisione nel 1997, alla fine hanno iniziato a portare giovani talenti brasiliani, oltre ad alcuni veterani delle più grandi squadre brasiliane. I brasiliani hanno aiutato la squadra a ottenere subito la promozione in prima divisione nel 1998. Secondo i media e gli addetti ai lavori brasiliani, il figlio di Papadopoulos Daniil, un ex atleta dilettante di alto livello in America, sarebbe stato determinante nell'individuare alcuni dei talenti brasiliani e inviarli al Kalamata FC. Uno di loro, Hilton Assis, nella stagione 1999-2000, si è rivelato essere il cugino di primo grado del Brasile e della super star del Barcellona Ronaldinho. Hilton una volta era un giocatore promettente in Brasile che ha giocato per l'Internacional di Porto Alegre ma gravi operazioni al ginocchio ne hanno stroncato la carriera. Quando era in buona salute era il capocannoniere del Kalamata ma è tornato nella prima divisione brasiliana dopo che Papadopoulos ha venduto la squadra.
I rivali di lunga data di Kalamata sono Paniliakos ed Egaleo .

## Organico

### Rosa 2024-2025
| N. |                          | Ruolo | Calciatore                   |
| -- | ------------------------ | ----- | ---------------------------- |
| 1  | Grecia (bandiera)        | P     | Georgios Ladas               |
| 2  | Brasile (bandiera)       | D     | Marcos Moser                 |
| 3  | Argentina (bandiera)     | D     | Ignacio Liporace             |
| 4  | Belgio (bandiera)        | D     | Danny Lupano                 |
| 5  | Grecia (bandiera)        | D     | Nikolaos Mpaxevanos          |
| 7  | Grecia (bandiera)        | C     | Andreas Vasilogiannīs        |
| 9  | Grecia (bandiera)        | A     | Christos Rovas               |
| 10 | Grecia (bandiera)        | C     | Andreas Tatos                |
| 11 | Grecia (bandiera)        | C     | Vasilios Triantafyllakis     |
| 14 | Argentina (bandiera)     | C     | Brian Benítez                |
| 15 | Serbia (bandiera)        | A     | Marko Markovski              |
| 16 | Guinea-Bissau (bandiera) | P     | Jonas Mendes                 |
| 17 | Polonia (bandiera)       | A     | Daniel Łukaszczyk            |
| 18 | Grecia (bandiera)        | C     | Achilleas Gotsis             |
| 19 | Francia (bandiera)       | D     | Randy Mavinga                |
| 20 | Grecia (bandiera)        | D     | Alexandros Arnarellis        |
| 21 | Grecia (bandiera)        | A     | Giannīs Pasas                |
| 24 | Grecia (bandiera)        | D     | Panagiotis Konstantinopoulos |

| N. |                         | Ruolo | Calciatore            |
| -- | ----------------------- | ----- | --------------------- |
| 28 | Grecia (bandiera)       | C     | Frixos Grivas         |
| 30 | Argentina (bandiera)    | A     | Jerónimo Barrales     |
| 31 | Grecia (bandiera)       | C     | Athanasios Papatolios |
| 32 | Grecia (bandiera)       | C     | Vasileios Karagkounīs |
| 41 | Francia (bandiera)      | C     | Salouma Diakhite      |
| 48 | Brasile (bandiera)      | C     | Matheus Alves         |
| 50 | Ghana (bandiera)        | D     | Mark Asigba           |
| 57 | Brasile (bandiera)      | C     | Sidney                |
| 75 | Francia (bandiera)      | D     | Junior Bakayoko       |
| 88 | Grecia (bandiera)       | P     | Dimitrios Tairis      |
| 95 | Grecia (bandiera)       | P     | Vangelis Karachalios  |
| 97 | Grecia (bandiera)       | C     | Theodoros Karoutis    |
|    | Grecia (bandiera)       | D     | Pantelis Panourgias   |
|    | Albania (bandiera)      | A     | Emiliano Bullari      |
|    | Grecia (bandiera)       | P     | Kōnstantinos Kotsarīs |
|    | Siria (bandiera)        | D     | Abdul Rahman Oues     |
|    | Guinea (bandiera)       | D     | Ahmad Mendes Moreira  |
|    | Sierra Leone (bandiera) | A     | Jonathan Morsay       |

## Palmarès

### Competizioni nazionali
- Delta Ethniki: 2

1984-1985 (gruppo 4), 2010-2011 (gruppo 6)

### Altri piazzamenti
- Coppa di Grecia:

Semifinalista: 1999-2000
- Beta Ethniki:

Terzo posto: 1994-1995, 1998-1999
- Gamma Ethniki:

Secondo posto: 1992-1993 (gruppo 1), 2018-2019 (gruppo 8)
Terzo posto: 1990-1991 (gruppo 1), 2013-2014 (gruppo 4)

## Statistiche e record

### Statistiche nelle competizioni UEFA
Tabella aggiornata alla fine della stagione 2018-2019.
| Competizione    | Partecipazioni | G | V | N | P | RF | RS |
| --------------- | -------------- | - | - | - | - | -- | -- |
| Coppa Intertoto | 1              | 2 | 0 | 0 | 2 | 0  | 8  |